# Сан-Матиаш (Бежа)
Сан-Матиаш (порт.  São Matias) — фрегезия (район) в муниципалитете Бежа округа Бежа в Португалии. Территория — 69,91 км². Население — 654 жителей. Плотность населения — 9,4 чел/км².